# Nephelium ramboutan-ake
Nephelium mutabile là một loài thực vật có hoa trong họ Bồ hòn. Loài này được (Labill.) Leenh. mô tả khoa học đầu tiên năm 1986.

## Hình ảnh

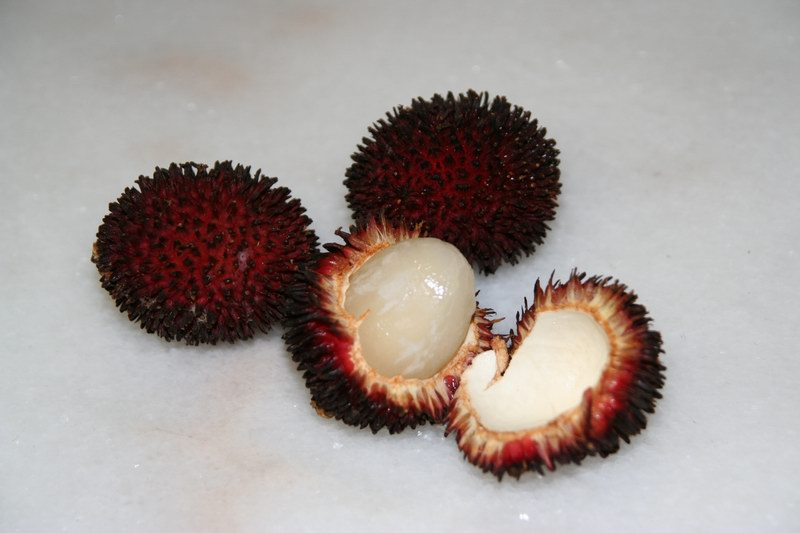
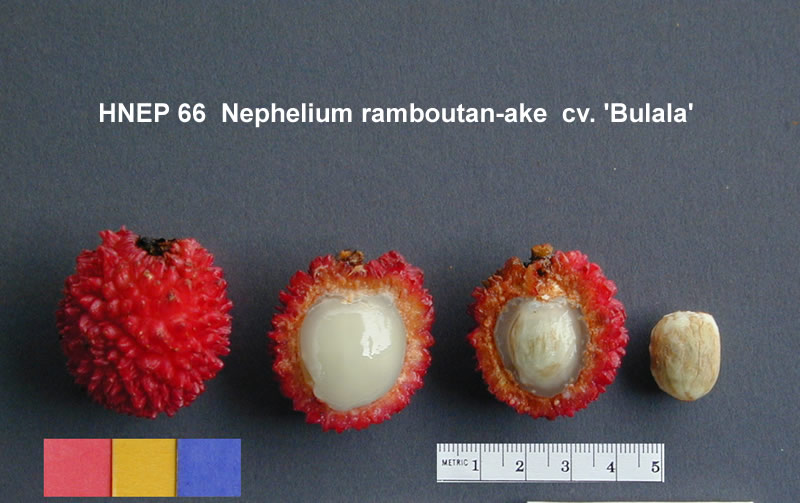
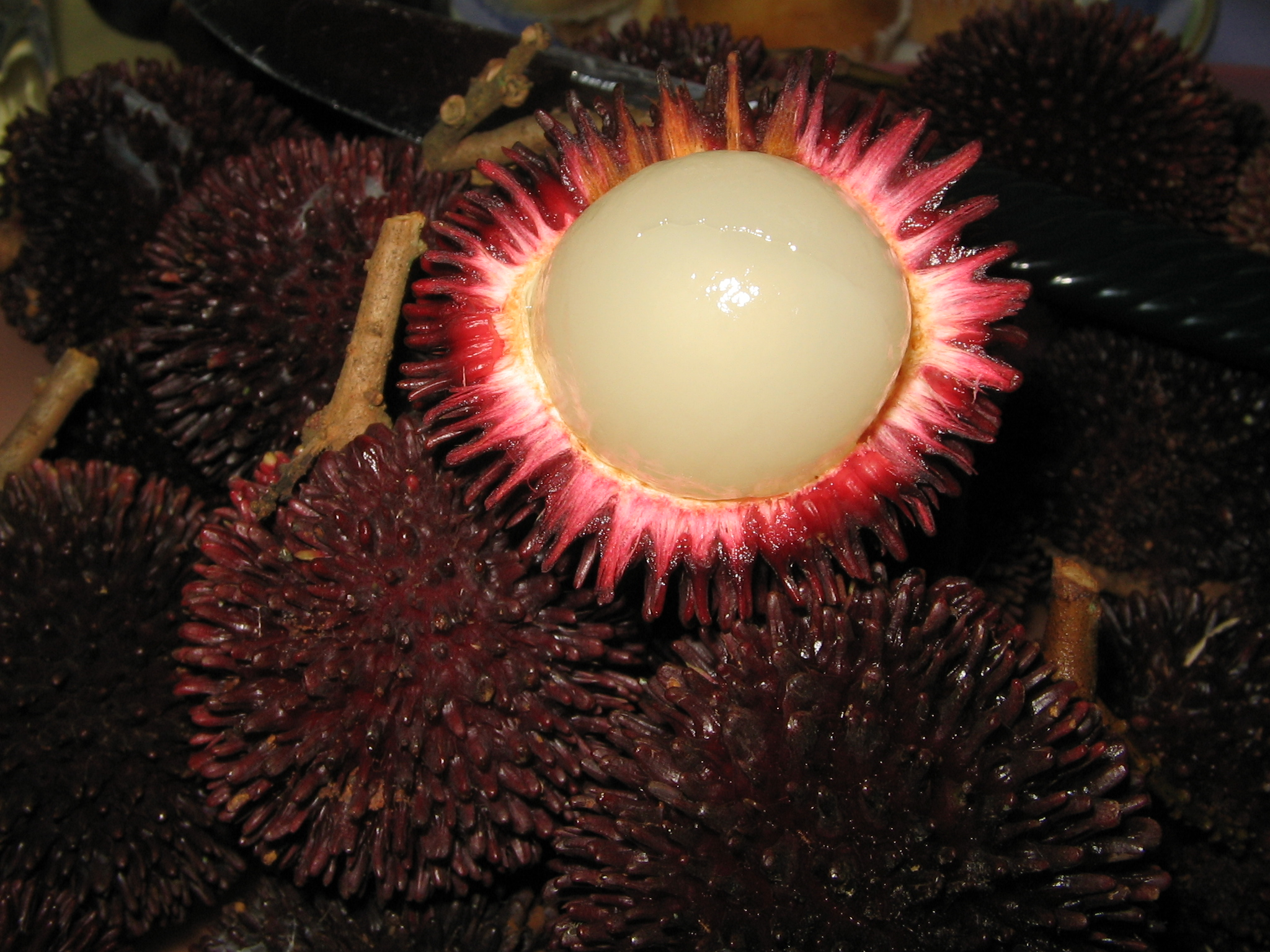
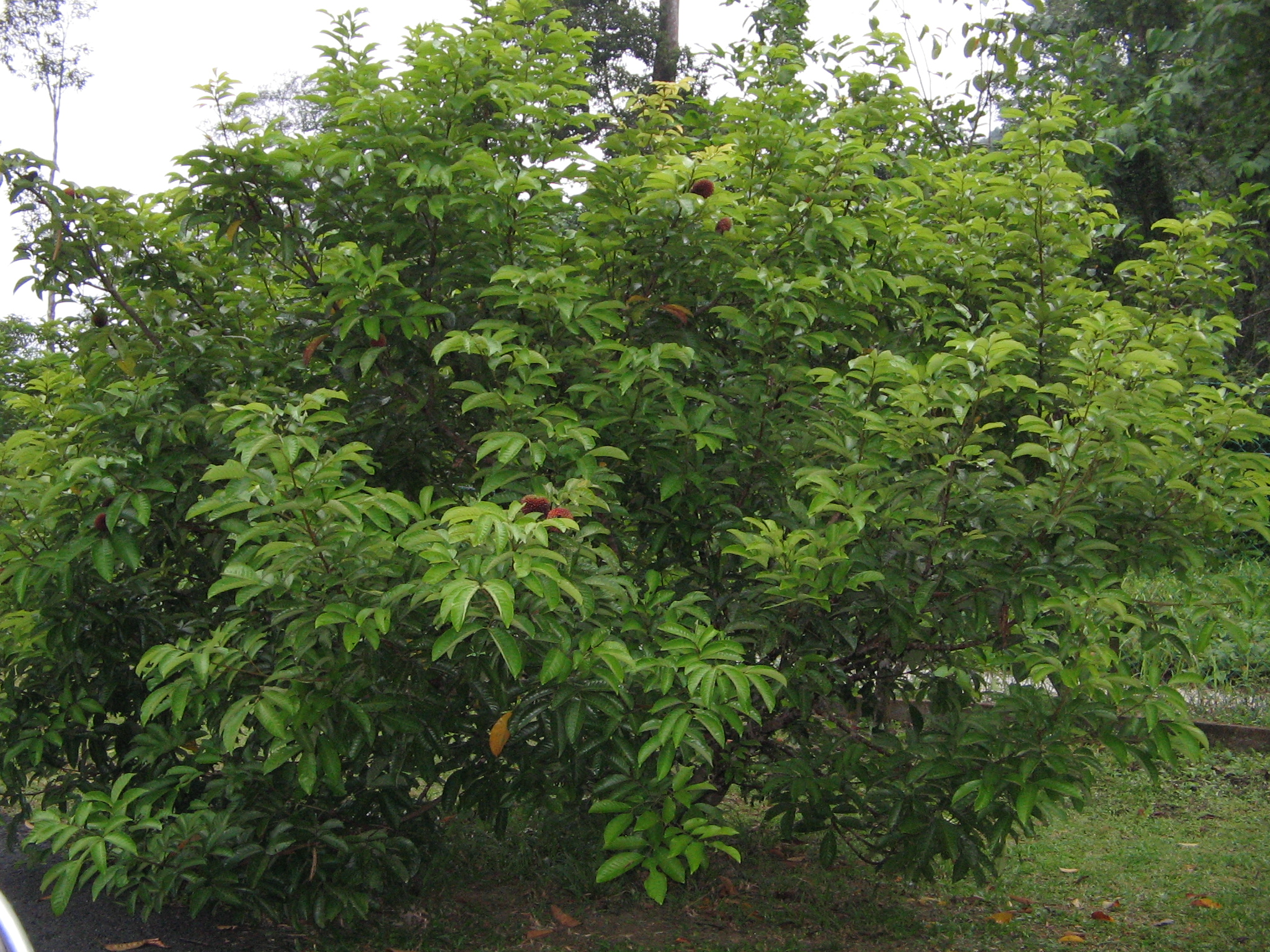